# Amida Brimah
Amida Abiola Peregrino Brimah (Acra, 11 de febrero de 1994) es un baloncestista ghanés que pertenece a la plantilla del Estudiantes de la Primera FEB. Con 2,14 metros de estatura, juega en la posición de pívot.

## Trayectoria deportiva

### Universidad
Jugó cuatro temporadas con los Huskies de la Universidad de Connecticut, en las que promedió 6,7 puntos, 4,5 rebotes y 2,8 tapones por partido. Su media de tapones es la más alta de la historia de la American Athletic Conference desde que se contabilizan, en la temporada 85-86. En su primera temporada fue incluido en el mejor quinteto de novatos de la temporada, y al año siguiente elegido Jugador Defensivo del Año.
En su primera temporada se proclamó con su equipo campeón de la NCAA, tras derrotar a Kentucky en la final, en la que Brimah logró cuatro rebotes y un tapón.

#### Estadísticas
| Año     | Equipo      | PJ  | PT  | MPP  | %TC  | %3P  | %TL  | RPP | APP | ROB | TPP | PPP |
| ------- | ----------- | --- | --- | ---- | ---- | ---- | ---- | --- | --- | --- | --- | --- |
| 2013–14 | Connecticut | 40  | 17  | 16.2 | .640 | .000 | .574 | 3.0 | .3  | .1  | 2.3 | 4.1 |
| 2014–15 | Connecticut | 35  | 35  | 26.3 | .674 | .000 | .650 | 4.4 | .2  | .2  | 3.5 | 9.1 |
| 2015–16 | Connecticut | 25  | 17  | 21.0 | .663 | .000 | .824 | 4.6 | .1  | .2  | 2.7 | 6.5 |
| 2016–17 | Connecticut | 33  | 33  | 24.7 | .573 | .000 | .623 | 6.1 | .2  | .2  | 2.6 | 7.6 |
| Total   | Total       | 133 | 102 | 21.9 | .637 | .000 | .644 | 4.5 | .2  | .2  | 2.8 | 6.7 |

### Profesional
Tras no ser elegido en el Draft de la NBA de 2017, fue invitado por los Chicago Bulls a participar en las Ligas de Verano de la NBA, donde jugó cuatro partidos, en los que promedió 2,0 puntos, 1,0 rebotes y 1,2 tapones. En septiembre formó parte de la plantilla de pretemporada de los San Antonio Spurs, pero fue despedido antes del comienzo de la competición. En noviembre fue incluido en la plantilla de su filial de la G League, los Austin Spurs.
El 23 de abril de 2021 firmó un contrato dual con los Indiana Pacers y su filial en la G League, los Fort Wayne Mad Ants.
El 13 de noviembre de 2021, firma por el BC Oostende de la Pro Basketball League.
El 8 de noviembre de 2022 firmó con el JL Bourg Basket de la LNB Pro A francesa.
En la temporada 2023-24, disputaría la NBA G League primero en las filas de los Grand Rapids Gold y más tarde, de los Santa Cruz Warriors.
En verano de 2024, disputa la Baloncesto Superior Nacional con los Mets de Guaynabo.
El 22 de septiembre de 2024, firma por el Bàsquet Manresa de la Liga Endesa, siendo un refuerzo temporal provocado por la lesión de Bodian Massa.
El 19 de noviembre de 2024, tras terminar el contrato temporal con Bàsquet Manresa, firma por el Valencia Basket de la Liga Endesa.
El 6 de agosto de 2025, firma por el Estudiantes de la Primera FEB.

## Estadísticas de su carrera en la NBA

### Temporada regular
| Año     | Equipo  | PJ | PT | MPP | %TC  | %3P | %TL   | RPP | APP | ROB | TPP | PPP |
| ------- | ------- | -- | -- | --- | ---- | --- | ----- | --- | --- | --- | --- | --- |
| 2020-21 | Indiana | 5  | 0  | 5.8 | .625 | -   | 1.000 | 1.6 | .2  | .0  | 1.0 | 2.6 |
| Total   | Total   | 5  | 0  | 5.8 | .625 | -   | 1.000 | 1.6 | .2  | .0  | 1.0 | 2.6 |